# Digitaria neghellensis
Digitaria neghellensis är en gräsart som beskrevs av J.-p. Lebrun. Digitaria neghellensis ingår i släktet fingerhirser, och familjen gräs. Inga underarter finns listade i Catalogue of Life.